# 扎魯賓齊 (安德魯紹夫卡區)
50°2′27″N 29°7′45″E / 50.04083°N 29.12917°E
扎魯賓齊（烏克蘭語：Зарубинці），是烏克蘭北部的村莊，隸屬日托米爾州的別爾季切夫區。該村面積21.9平方公里，海拔高度226米，2001年人口904，人口密度每平方公里41.28人。